# Dischisma
Dischisma es un género con 17 especies de plantas de flores perteneciente a la familia Scrophulariaceae. 

## Especies seleccionadas
- Dischisma affine
- Dischisma arenarium
- Dischisma capitatum
- Dischisma chamaedryfolium
- Dischisma ciliatum

- Datos: Q5198881
- Multimedia: Dischisma / Q5198881
- Especies: Dischisma